# The Park Is Mine (álbum)
The Park Is Mine es la decimoséptima banda sonora compuesta por el grupo alemán de música electrónica Tangerine Dream. Publicada en 1991 por el sello Silva Screen se trata de la música compuesta para el telefilme homónimo dirigido en 1986 por Steven Hilliard Stern e interpretado por Tommy Lee Jones.

## Producción

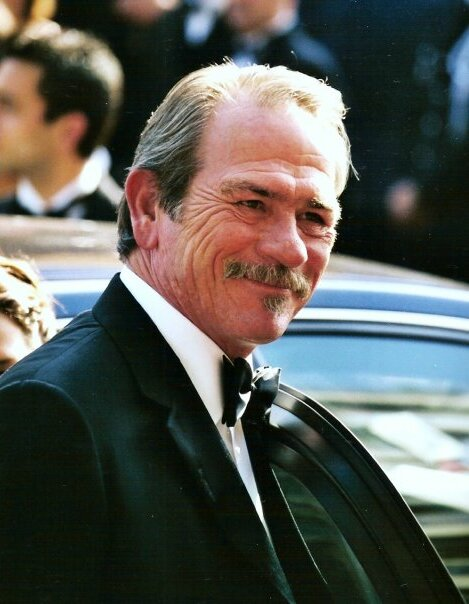
Tommy Lee Jones intérprete de la película

Protagonizada en sus papeles principales por Tommy Lee Jones, Helen Shaver y Yaphet Kotto The Park Is Mine es una película rodada para televisión que narra la historia de un veterano en la Guerra del Vietnam que toma a la fuerza Central Park (Nueva York, Estados Unidos) con la intención de homenajear a quienes sirvieron y fallecieron en esa contienda. Basada en una novela escrita por Stephen Peters la película se rodó en 1985 aunque se estrenó en televisión en 1986.
Tangerine Dream, integrado entonces por Edgar Froese, Christopher Franke y Johannes Schmoelling, compuso la partitura de esta película en sus estudios de Berlín. Aunque originalmente no se tomó la decisión de publicarlo como banda sonora en 1991 el sello Silva Screen decidió lanzar una edición. Como ocurriera con la banda sonora de Dead Solid Perfect (1991), también publicada por Silva Screen, la discográfica utilizó las grabaciones que el grupo enviara al director y no directamente los máster de grabación originales con lo que la calidad sonora difiere de otras grabaciones contemporáneas del grupo.

## Lista de canciones
| N.º   | Título                                         | Escritor(es)                                         | Duración |  |
| 1.    | «The Park Is Mine Main Title»                  | Edgar Froese Christopher Franke Johannes Schmoelling | 1:16     |  |
| 2.    | «Fatal Fall/Funeral»                           | Edgar Froese Christopher Franke Johannes Schmoelling | 2:15     |  |
| 3.    | «The Letter (Parts One & Two)»                 | Edgar Froese Christopher Franke Johannes Schmoelling | 5:17     |  |
| 4.    | «Taking The Park (Parts One & Two)»            | Edgar Froese Christopher Franke Johannes Schmoelling | 8:35     |  |
| 5.    | «Swatting S.W.A.T.»                            | Edgar Froese Christopher Franke Johannes Schmoelling | 7:33     |  |
| 6.    | «Love Theme»                                   | Edgar Froese Christopher Franke Johannes Schmoelling | 3:35     |  |
| 7.    | «The Helicopter Attack»                        | Edgar Froese Christopher Franke Johannes Schmoelling | 4:42     |  |
| 8.    | «Morning»                                      | Edgar Froese Christopher Franke Johannes Schmoelling | 1:21     |  |
| 9.    | «We're Running Out Of Time»                    | Edgar Froese Christopher Franke Johannes Schmoelling | 1:02     |  |
| 10.   | «The Claymore Mine/Stalking»                   | Edgar Froese Christopher Franke Johannes Schmoelling | 5:18     |  |
| 11.   | «The Final Confrontation/"The Park Is Yours!"» | Edgar Froese Christopher Franke Johannes Schmoelling | 3:30     |  |
| 12.   | «Finale/End Credits»                           | Edgar Froese Christopher Franke Johannes Schmoelling | 6:09     |  |
| 50:33 |                                                |                                                      |          |  |

## Personal
- Edgar Froese - interpretación y producción
- Christopher Franke - interpretación y producción
- Johannes Schmoelling - interpretación y producción